# Ernst Friedrich Wilhelm von Bandemer
Ernst Friedrich Wilhelm von Bandemer (* 16. Mai 1768; † 31. Mai 1848) war ein preußischer Offizier, Landrat sowie Ritter des Ordens Pour le Mérite.

## Leben

### Herkunft
Ernst Friedrich von Bandemer entstammte einer typischen preußischen Adelsfamilie aus pommerschen Uradel, die wahrscheinlich slawischen Ursprungs war und neben vielen Gutsbesitzern der Preußischen Armee zahlreiche Offiziere stellte. Seine Eltern waren der Preußische Oberst Ernst Bogislaw von Bandemer († 1790) und dessen Ehefrau Amalie Frederique Köppen († 1790), Tochter des Geheimen Finanzrates zu Berlin.
Er selbst wurde als ältester Sohn in einem unbekannten Jahr der 2. Hälfte des 18. Jahrhunderts geboren und starb im Jahre 1848. Ein jüngerer Bruder, Bogislav, geboren 1769, war Zögling auf der Ritterakademie auf der Dominsel zu Brandenburg, wurde zuletzt Major und erbte Diedersdorf und starb 1840.

### Militärische und verwaltungsmäßige Laufbahn
Wie viele seiner Familie trat auch Ernst Friedrich Wilhelm von Bandemer in die preußische Armee ein, um Offizier zu werden. Er wurde Secondeleutnant in einem der vornehmsten und ruhmreichsten preußischen Kavallerie-Regimenter, dem Dragonerregiment „Anspach-Bayreuth“, das sich schon unter König Friedrich II. in der Schlacht bei Hohenfriedberg besonders ausgezeichnet hatte. Mit seinem Regiment nahm er am Ersten Koalitionskrieg gegen das revolutionäre Frankreich teil, wobei er sich im Gefecht von Frankenthal so bewährte, dass ihn der preußische Generalmajor Ernst von Rüchel mit Bericht vom 3. Januar 1794 an König Friedrich Wilhelm II. zur Auszeichnung mit dem Orden pour le merite vorschlug. Der König beschied daraufhin den General von Rüchel durch Allerhöchste Kabinettsorder vom 9. Januar 1794: „Mein lieber usw....Ich habe Euren Bericht... mit beigefügter Relation von der Aktion bei Frankenthal, wodurch das Vordringen des Feindes begrenzt worden, wohl erhalten. ....übersende Ich Euch 6 p.l.m., um solche an diejenigen zu vertheilen, von denen Ihr überzeugt seid, dass sie dieses Zeichen meines Wohlwollens ganz verdient haben...“.
Nach seiner Verabschiedung aus den aktiven Heeresdienst, vermutlich wegen der von Napoleon Preußen im Frieden von Tilsit auferlegten Heeresreduzierung, begann Bandemer eine zivile Laufbahn, in der er es bis zum preußischen Landrat des Kreises Teltow brachte und vorab diese Beauftragung schon kommissarisch ausführte. Seit 1795 soll ihm auch das Gut des Nachbarortes Osdorf gehört haben.

### Familie
Er war mit Marie Friederike von Milow († 1806) verheiratet. Das Paar hatte wenigstens eine Tochter: Marie Friederike Caroline Henriette († 1854). Alle drei wurden in der Dorfkirche Diedersdorf beigesetzt.